# Quettehou
Quettehou és un municipi francès situat al departament de la Manche i a la regió de Normandia. L'any 2007 tenia 1.554 habitants.

## Demografia

### Població
El 2007 la població de fet de Quettehou era de 1.554 persones. Hi havia 675 famílies de les quals 214 eren unipersonals (87 homes vivint sols i 127 dones vivint soles), 238 parelles sense fills, 175 parelles amb fills i 48 famílies monoparentals amb fills.
La població ha evolucionat segons el següent gràfic:
Habitants censats

### Habitatges
El 2007 hi havia 888 habitatges, 691 eren l'habitatge principal de la família, 134 eren segones residències i 64 estaven desocupats. 776 eren cases i 108 eren apartaments. Dels 691 habitatges principals, 438 estaven ocupats pels seus propietaris, 246 estaven llogats i ocupats pels llogaters i 6 estaven cedits a títol gratuït; 26 tenien una cambra, 56 en tenien dues, 126 en tenien tres, 198 en tenien quatre i 285 en tenien cinc o més. 514 habitatges disposaven pel capbaix d'una plaça de pàrquing. A 345 habitatges hi havia un automòbil i a 238 n'hi havia dos o més.

### Piràmide de població
La piràmide de població per edats i sexe el 2009 era:
| Homes | Edats   | Dones |
| ----- | ------- | ----- |
| 0     | 95 o +  | 0     |
| 0     | 90 a 94 | 8     |
| 8     | 85 a 89 | 16    |
| 4     | 80 a 84 | 24    |
| 20    | 75 a 79 | 52    |
| 40    | 70 a 74 | 60    |
| 40    | 65 a 69 | 36    |
| 52    | 60 a 64 | 52    |
| 12    | 55 a 59 | 28    |
| 44    | 50 a 54 | 60    |
| 40    | 45 a 49 | 36    |
| 44    | 40 a 44 | 36    |
| 56    | 35 a 39 | 44    |
| 48    | 30 a 34 | 64    |
| 48    | 25 a 29 | 48    |
| 32    | 20 a 24 | 36    |
| 32    | 15 a 19 | 36    |
| 84    | 10 a 14 | 48    |
| 36    | 5 a 9   | 64    |
| 56    | 0 a 4   | 28    |

## Economia
El 2007 la població en edat de treballar era de 933 persones, 606 eren actives i 327 eren inactives. De les 606 persones actives 557 estaven ocupades (319 homes i 238 dones) i 49 estaven aturades (23 homes i 26 dones). De les 327 persones inactives 155 estaven jubilades, 69 estaven estudiant i 103 estaven classificades com a «altres inactius».

### Ingressos
El 2009 a Quettehou hi havia 697 unitats fiscals que integraven 1.583,5 persones, la mediana anual d'ingressos fiscals per persona era de 14.806 €.

### Activitats econòmiques
Dels 93 establiments que hi havia el 2007, 1 era d'una empresa extractiva, 4 d'empreses alimentàries, 1 d'una empresa de fabricació d'elements pel transport, 5 d'empreses de fabricació d'altres productes industrials, 10 d'empreses de construcció, 28 d'empreses de comerç i reparació d'automòbils, 4 d'empreses de transport, 7 d'empreses d'hostatgeria i restauració, 1 d'una empresa d'informació i comunicació, 4 d'empreses financeres, 2 d'empreses immobiliàries, 8 d'empreses de serveis, 13 d'entitats de l'administració pública i 5 d'empreses classificades com a «altres activitats de serveis».
Dels 28 establiments de servei als particulars que hi havia el 2009, 1 era una oficina d'administració d'Hisenda pública, 1 oficina de correu, 2 oficines bancàries, 3 tallers de reparació d'automòbils i de material agrícola, 1 taller d'inspecció tècnica de vehicles, 2 autoescoles, 2 paletes, 3 guixaires pintors, 2 fusteries, 1 lampisteria, 2 empreses de construcció, 3 perruqueries, 2 veterinaris, 2 restaurants i 1 agència immobiliària.
Dels 19 establiments comercials que hi havia el 2009, 2 eren supermercats, 1 un supermercat, 1 una botiga de més de 120 m², 2 fleques, 1 una fleca, 2 llibreries, 2 botigues de roba, 1 una botiga d'equipament de la llar, 1 una sabateria, 1 una botiga d'electrodomèstics, 1 una botiga de mobles, 2 drogueries i 2 floristeries.
L'any 2000 a Quettehou hi havia 47 explotacions agrícoles que ocupaven un total de 986 hectàrees.

## Equipaments sanitaris i escolars
El 2009 hi havia 1 farmàcia i 1 ambulància.
El 2009 hi havia una escola elemental.

## Poblacions més properes
El següent diagrama mostra les poblacions més properes.